# Lischke (Siedlung)

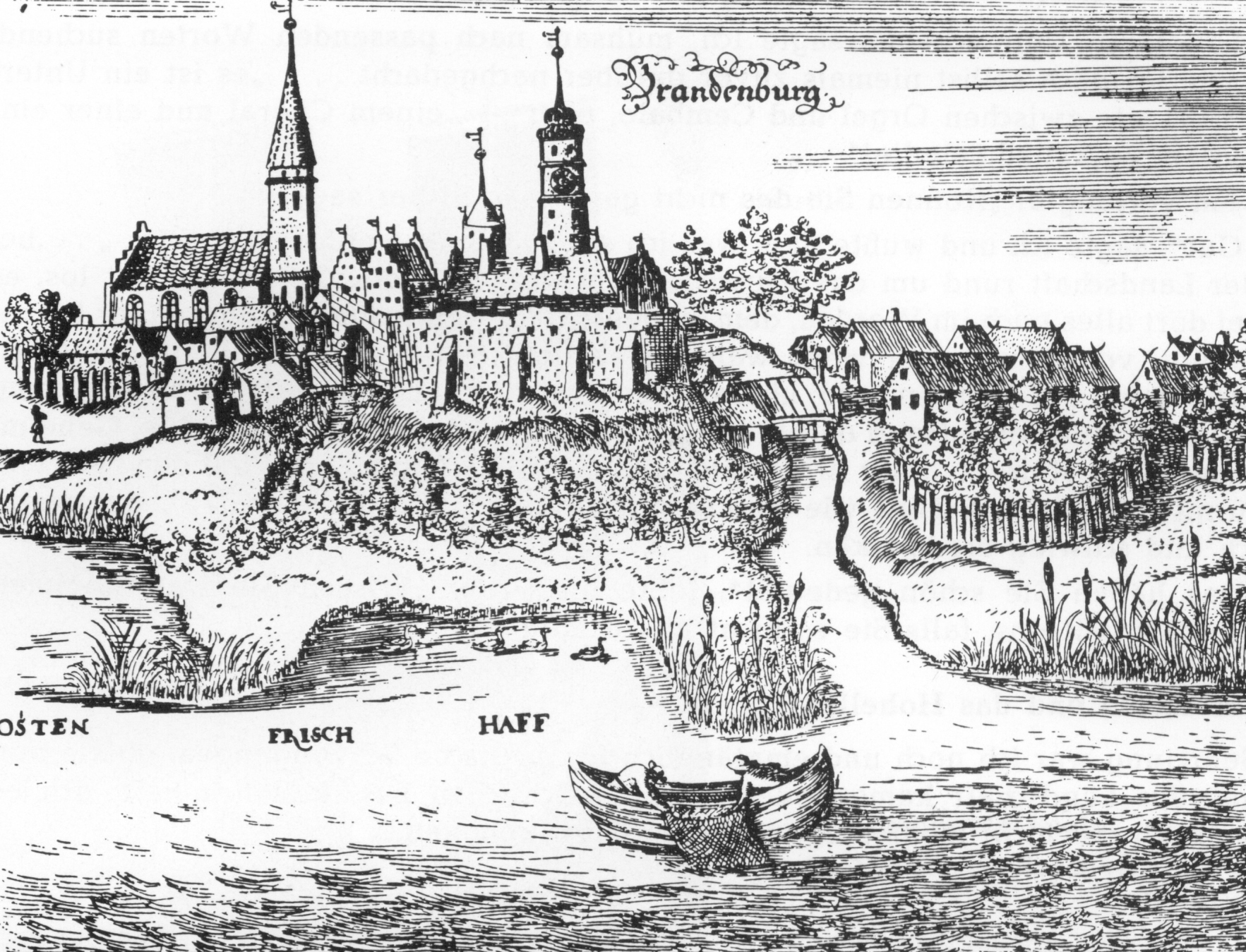
Burg und Lischke Brandenburg am Frischen Haff

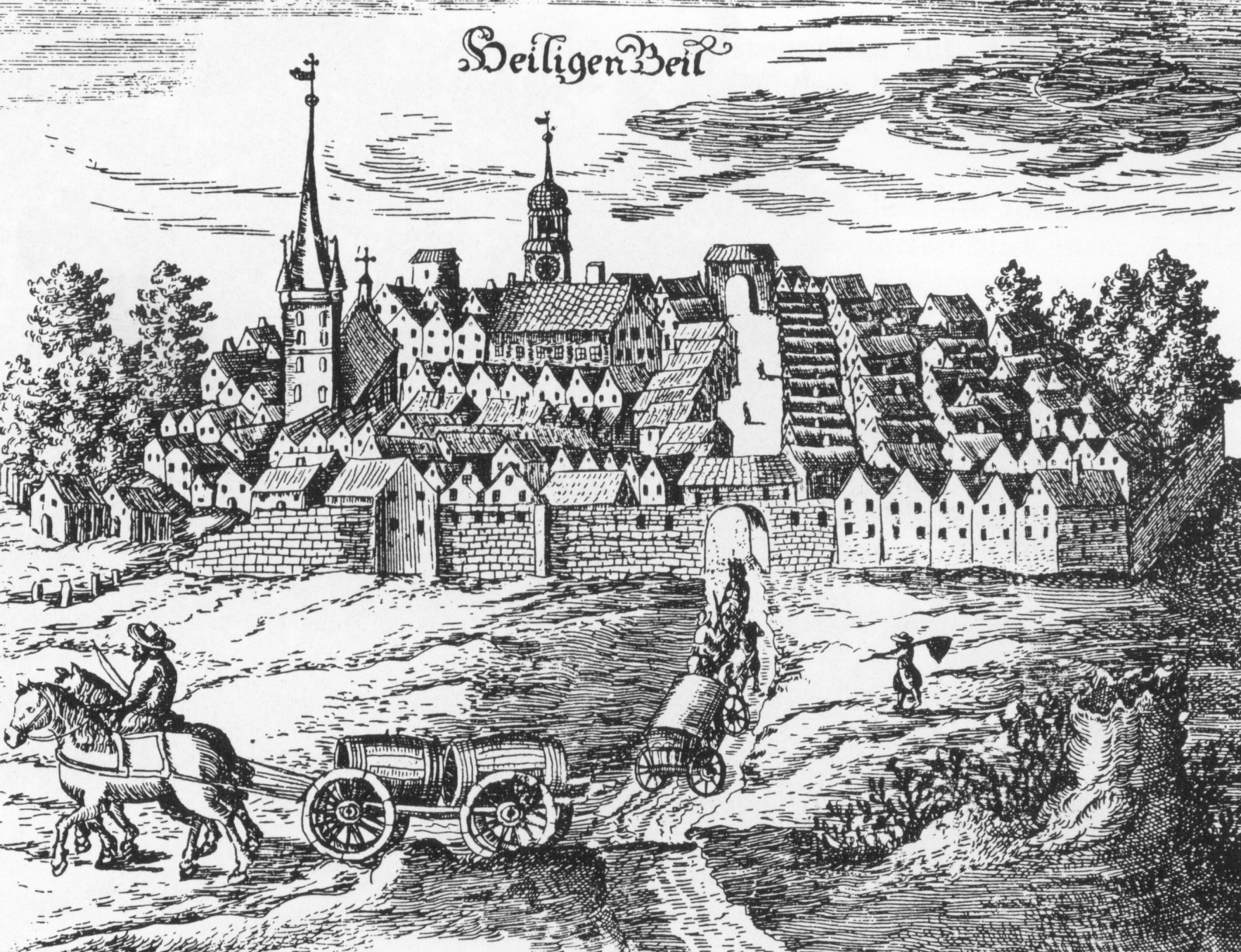
Heiligenbeil

Unter einer Lischke verstand man in der Zeit des Deutschen Ordens eine regellose Siedlung. Die Bezeichnung stammt vom prußischen Wort  „liscis“, was so viel wie Lager bedeutete.

## Entstehung
Es waren vorwiegend Handwerkersiedlungen mit gelegentlichen Märkten. Diese Siedlungen der Prussen besaßen stadtähnliche Strukturen und waren geographisch günstig gelegen, so dass sie sich oft zu einer Stadt entwickelten. Andererseits existierten sie auch zeitlich nur so lange im Schutz einer Ordensburg, bis diese nicht mehr genutzt wurde. So heißt es auf der Ostpreußenseite über die Geschichte des Ortes Labiau, „die Lischke, eine Siedlung von Krügern, Fischern, Handwerkern und Gärtnern vor der Burg, war bereits im 13. Jahrhundert vorhanden“.

## Weitere Bedeutung
Lischke hieß auch der oft bestickte Tragekorb, der aus Bast oder Weidenruten gefertigt wurde. Er war ein Stück bäuerlicher Volkskunst. („Lischke, ein aus Bast geflochtener Korb, der an einem Stricke, nach Art einer Reisetasche, um die Achsel gehängt, getragen wird.“)